# Эбисфельде-Веферлинген
Эбисфельде-Веферлинген (нем. Oebisfelde-Weferlingen) — город в Германии, в земле Саксония-Анхальт. Входит в состав района Бёрде.
Население составляет 14 341 человек (на 31 декабря 2009 года). Занимает площадь 249,22 км². Официальный код  —  15 3 62 073.
Город подразделяется на 26 городских районов.
Название получил 1 января 2010 года в результате слияния коммун Дёрен, Эшенроде, Хёдинген, Хёрзинген, Шванефельд, Зеггерде, Зиштедт, Вальбек и Веферлинген из управления Флехтинген и коммун Бёсдорф, Айккендорф, Этинген, Катендорф, Рецлинген и города Эбисфельде из управления Эбисфельде-Кальфёрде.